# Koingnaas
Koingnaas ist ein Ort nahe der südafrikanischen Atlantikküste in der Lokalgemeinde Kamiesberg im Distrikt Namakwa. Im Jahre 2011 hatte er 105 Einwohner mit 61 Haushalten.

## Beschreibung
Koingnaas wurde als Bergbauort errichtet, in dessen westlicher und südlicher Umgebung Diamanten vorkommen und Tagebauareale bestehen. Er liegt deswegen in einer geschützten Zone, für die besondere Regeln bezüglich des Zutritts und Aufenthalts gelten. Die Siedlung besteht aus zwei voneinander getrennt liegenden Wohnarealen.
Zwischen 2007 und 2009 verlor der Ort viele Einwohner, weil De Beers seine Bergbauaktivitäten wegen Rückgang der Funde zunächst verringert und schließlich 2008 eingestellt hatte. Als der Bergbau noch in großem Umfang bestand, war für die Bewohner des Ortes der Verbrauch von Wasser und Strom kostenlos und sie konnten zudem hier mietfrei leben. Vor 1975 wurden sie auch zur Arbeit, zum Einkaufen oder zu den vom Unternehmen finanzierten Freizeitaktivitäten gefahren. Seit 2014 bestehen durch ein anderes Unternehmen erneute Aktivitäten zur Diamantgewinnung.
Der Bergbaubetrieb versorgt den Nachbarort Hondeklipbaai mit Wasser, da dieser periodisch extremer Wasserknappheit ausgesetzt ist.
Um die Erwerbsmöglichkeiten zu verbessern, ist im Verbund mit Kleinzee aus der Nachbargemeinde und mit Hondeklipbaai die Entwicklung von Angeboten nach Kriterien des sanften Tourismus vorgesehen. Eine Verknüpfung mit dem Nationalpark wird dabei angestrebt.

## Verkehr
Koingnaas kann auf dem Landweg über das Nebenstraßennetz bei Garies von der Nationalstraße N7 sowie aus Richtung Kleinzee parallel zur Küste erreicht werden. Ferner gibt es eine unbefestigte Landstraße durch den Namaqua-Nationalpark über die Gebirgspässe Messelpad und Wildeperdehoek, die das meist trocken gefallene Tal des Buffels River quert und südlich von Springbok ebenso zur N7 führt. Am Nordrand des Ortes befindet sich ein kleiner Flughafen.